# Nordvest FC
Nordvest Football Club (forkortet Nordvest FC, NVFC) var en dansk fodboldklub, hjemmehørende i den nordvestsjællandske by, Holbæk. Klubbens 1. seniorhold afviklede deres hjemmebanekampe på Holbæk Stadion. Nordvest FC blev stiftet den 1. juli 2008 som den professionelle overbygning på Holbæk Bold- og Idrætsforening (HBI) og repræsenterede Holbæk B&I's førstehold med virkning fra 2008/09-sæsonen.
1.+2. holdet samt U-21, U-19, U-17 spillede i lilla trøjer og shorts samt hvide strømper hjemme, og sorte trøjer og shorts ude.
I februar 2014 blev det gjort klart, at overbygningen ville blive opløst ved udgangen af 2013-14-sæsonen. Klubbens førstehold vendte derefter tilbage til navnet Holbæk Bold- og Idrætsforening.

## Fodboldafdelingens trup

### A-Truppen
Nordvest FC truppen som den så ud den 5. august 2013.
| 1  | Danmark | Lasse Sømmergaard (MÅ)    |
| 2  | Danmark | Kristoffer Dirksen (FO)   |
| 3  | Danmark | Christian Bagger (FO)     |
| 4  | Danmark | Oliver Madsen (MI)        |
| 5  | Danmark | Mathias Lysgaard (FO)     |
| 6  | Danmark | Andreas Holm (FO)         |
| 7  | Danmark | Jakob Sparholt (MI)       |
| 8  | Danmark | Kristian Holm (MI)        |
| 9  | Danmark | Martin Koch (AN)          |
| 10 | Danmark | Thomas Jensen (MI)        |
| 11 | Danmark | Fazil Keskin (AN)         |
| 12 | Danmark | Jonas Jakobsen (MI)       |
| 13 | Danmark | Mikkel Vestergaard (MI)   |
| 14 | Danmark | Mohammed Asrihi (MI       |
| 15 | Danmark | Nicolai Toftegaard (MI)   |
| 16 | Danmark | Mustafa Bozkurt (MI)      |
| 17 | Danmark | Ferdinand Bangsgaard (MI) |
| 18 | Danmark | Ricki Olsen (MI)          |
| 19 | Danmark | Mads Bøjesen (FO)         |
| 20 | Danmark | Birol Serinkanli (FO/MI)  |
| 21 | Danmark | Patrick Juhl (AN)         |
| 22 | Danmark | Frederik Tingager (FO)    |
| 23 | Danmark | Jakob Skovgaard (MI)      |
| 24 | Danmark | Yusuf Bakir (AN)          |
| 25 | Danmark | Andreas Elkjær (FO)       |
| 30 | Danmark | Patrick Andersen (MÅ)     |

## Kendte spillere
- Christian Poulsen
- Nicolai Stokholm
- Gilberto Macena
- Clement Kafwafwa
- Niels Tune
- Benno Larsen
- Jørgen Jørgensen

## Resultater
Nordvest FC skabte i 2008-09-sæsonen en stor pokal-overraskelse, da klubben nåede semifinalen, ved blandt andet at besejre Superligaholdene SønderjyskE med 1-0 og AC Horsens med 2-1. Derudover blev 1. divisionsholdet AB sendt ud efter straffesparkskonkurrence. I semifinalen tabte holdet dog til FC København, der vandt 6-1 samlet – 4-0 i Holbæk og 2-1 i Parken. I kampen i Parken scorede Stefan Håkonsson til 1-0 til vestsjællænderne.
I sæsonen 2010/2011 blev NVFC nr. 1 i 2. div. øst og skulle kæmpes om oprykningen med Blokhus FC, vinder af 2. div. vest. Kampene endte 2-2 i Holbæk og 0-0 i Blokhus, og da udemål tæller dobbelt, blev det Blokhus FC (der i dag hedder Jammerbugt FC) der rykkede op i 1. division.